# Tsunehisa Takeda
Le prince Tsunehisa Takeda (竹田宮恒久王, Takeda-no-miya Tsunehisa-ō), né à Kyoto le 22 septembre 1882 – décédé à Tokyo le 23 avril 1919, est le fondateur de la branche collatérale Takeda-no-miya de la famille impériale.

## Biographie
Le prince Tsunehisa Takeda est le fils ainé du prince Kitashirakawa Yoshihisa et donc le frère du prince Naruhisa Kitashirakawa. En 1902, il sert à la Chambre des pairset le 30 novembre 1903 est diplômé de la 15e promotion de l'Académie de l'armée impériale japonaise.
En 1904, il est nommé major général dans la Marine impériale japonaise. Il participe à la guerre russo-japonaise de 1904-1905 dans la division de la Garde impériale et est décoré de l'Ordre du Milan d'or (5e classe) pour bravoure au combat. 
À son retour au Japon après la guerre russo-japonaise, l'Empereur Meiji autorise le prince Tsunehisa à fonder une nouvelle Maison impériale en mars 1906, en grande partie en vue de fournir une famille avec un statut approprié à sa sixième fille, la princesse Masako, Princesse Tsune. Le prince épouse la princesse Masako le 30 avril 1908, laquelle lui donne un fils et une fille :
1. Prince Tsuneyoshi Takeda (竹田宮恒徳王, Takeda-no-miya Tsuneyoshi ō?) (1909–1992)[1]
2. Princesse Ayako Takeda (禮子女王, Ayako Joō?), (1913-2003), épouse le comte Sano Tsunemitsu.

Le prince Takeda est diplômé de la 22e promotion de l'école supérieure de guerre en 1910. En 1913 il reçoit le grand cordon de l'Ordre du Chrysanthème. 
Le prince Tsunehisa Takeda meurt des conséquences de l'épidémie mondiale de grippe espagnole à Tokyo en 1919.

## Galerie

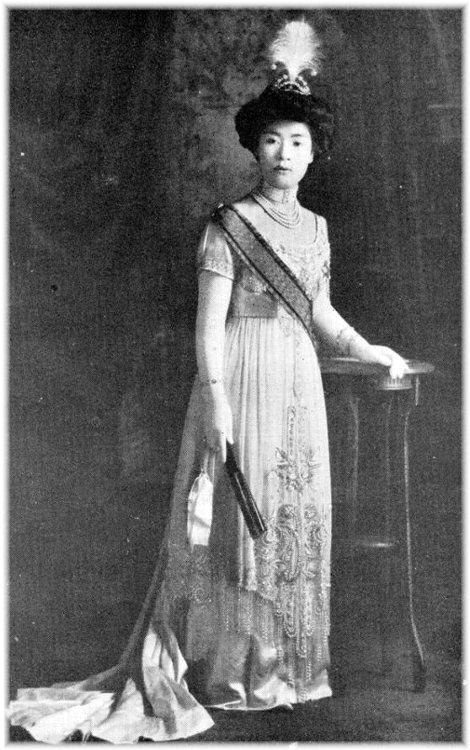
SAI la Princesse Takeda Masako, son épouse
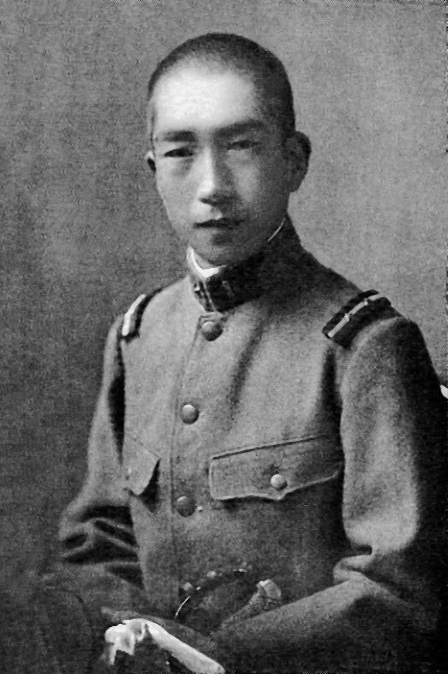
SAI le Prince Takeda Tsuneyoshi, son fils et héritier
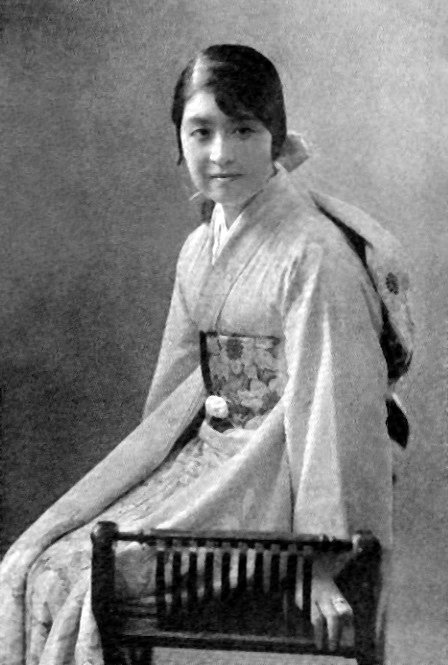
SAI la Princesse Ayako Takeda, sa fille

## Source de la traduction
- (en) Cet article est partiellement ou en totalité issu de l’article de Wikipédia en anglais intitulé « Prince Tsunehisa Takeda » (voir la liste des auteurs).